# Finlay Hurford-Lockett
Finlay Hurford-Lockett (sinh ngày 10 tháng 4 năm 2003) là một cầu thủ bóng đá người Anh từng thi đấu cho Bolton Wanderers.

## Sự nghiệp
Lúc 8 tuổi, Hurford-Lockett được Burnley kí hợp đồng sau khi được tuyển trạch tại Trường Bóng đá Brasil, Tameside. Ngày 10 tháng 8 năm 2019, Hurford-Lockett ra mắt cho Bolton Wanderers trong hiệp hai với trận hòa 0-0 trên sân nhà trước Coventry City, khi Bolton đưa vào sân cầu thủ trẻ nhất vì khó khăn tài chính.
Tính đến năm 2019, Hurford-Lockett là cầu thủ trẻ nhất từng thi đấu ở đội một cho Bolton vào lúc 16 tuổi 122 ngày, sau tuyển thủ quốc gia Anh Ray Parry.

## Thống kê sự nghiệp
Tính đến trận đấu diễn ra ngày 24 tháng 8 năm 2019.
| Câu lạc bộ          | Mùa giải            | Giải quốc nội       | Giải quốc nội | Giải quốc nội | Cúp FA  | Cúp FA    | League Cup | League Cup | Khác    | Khác      | Tổng    | Tổng      |
| Câu lạc bộ          | Mùa giải            | Hạng đấu            | Số trận       | Bàn thắng     | Số trận | Bàn thắng | Số trận    | Bàn thắng  | Số trận | Bàn thắng | Số trận | Bàn thắng |
| ------------------- | ------------------- | ------------------- | ------------- | ------------- | ------- | --------- | ---------- | ---------- | ------- | --------- | ------- | --------- |
| Bolton Wanderers    | 2019-20             | League One          | 2             | 0             | 0       | 0         | 1          | 0          | 0       | 0         | 3       | 0         |
| Tổng cộng sự nghiệp | Tổng cộng sự nghiệp | Tổng cộng sự nghiệp | 2             | 0             | 0       | 0         | 1          | 0          | 0       | 0         | 3       | 0         |